# Ủy ban Olympic Quốc tế
Ủy ban Olympic Quốc tế (IOC, tiếng Anh: International Olympic Committee) là một tổ chức phi chính phủ đặt trụ sở tại Lausanne, Thụy Sĩ. Thành lập bởi Pierre de Coubertin và Demetrios Vikelas vào ngày 23 tháng 6 năm 1894. Ủy ban Olympic quốc tế hiện có 206 ủy ban thành viên cấp quốc gia. Về luật pháp nó là một hội đăng ký theo điều lệ 60 ff. của sách luật dân sự Thụy Sĩ.
IOC tổ chức các kỳ thế vận hội mùa hè và mùa đông, bốn năm một lần. Thế vận hội Mùa hè đầu tiên được tổ chức bởi IOC là thế vận hội tổ chức tại Athens, Hy Lạp năm 1896; thế vận hội Mùa đông đầu tiên được tổ chức tại Chamonix, Pháp năm 1924. Đến năm 1992 thì thế vận hội Mùa hè và Mùa đông đều diễn ra trong cùng một năm. Tuy nhiên, sau năm đó, IOC đã quyết định chuyển việc tổ chức thế vận hội Mùa đông sang các năm giữa hai kỳ thế vận hội Mùa hè, việc này nhằm giúp có thêm thời gian tổ chức sự kiện.

## Các chủ tịch của tổ chức

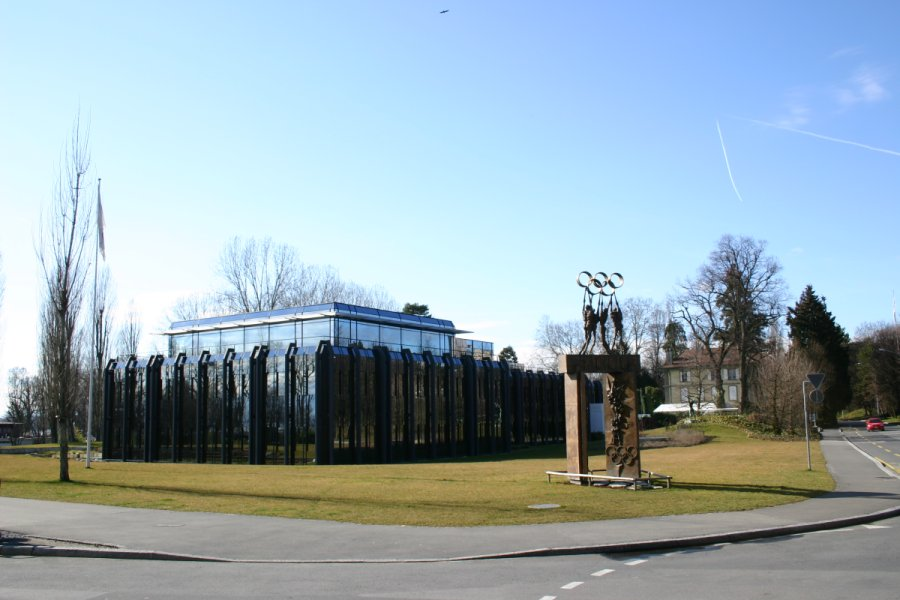
Trụ sở IOC tại Lausanne.

| Thứ tự | Họ tên                                   | Quốc tịch   | Năm nhậm chức | Năm mãn nhiệm | Chú thích                                         |
| ------ | ---------------------------------------- | ----------- | ------------- | ------------- | ------------------------------------------------- |
| 1      | Demetrius Vikelas                        | Hy Lạp      | 1894          | 1896          |                                                   |
| 2      | Pierre, Nam tước de Coubertin            | Pháp        | 1896          | 1925          | Chủ tịch lâu năm nhất (29 năm)                    |
| —      | Godefroy, Nam tước de Blonay (tạm quyền) | Thụy Sĩ     | 1916          | 1919          |                                                   |
| 3      | Henri, Bá tước de Baillet-Latour         | Bỉ          | 1927          | 1942          | Qua đời khi đương nhiệm                           |
| 4      | Johannes Sigfrid Edström                 | Thụy Điển   | 1942          | 1952          |                                                   |
| 5      | Avery Brundage                           | Hoa Kỳ      | 1952          | 1972          | Chủ tịch duy nhất đến nay không phải người Âu     |
| 6      | Michael Morris, Nam tước thứ ba Killanin | Ireland     | 1972          | 1980          |                                                   |
| 7      | Juan Antonio Samaranch                   | Tây Ban Nha | 1980          | 2001          | Nhiệm kỳ lâu thứ hai (21 năm)                     |
| 8      | Jacques, Bá tước Rogge                   | Bỉ          | 2001          | 2013          | Chủ tịch đầu tiên hoàn thành nhiệm kỳ có thời hạn |
| 9      | Thomas Bach                              | Đức         | 2013          | đương nhiệm   |                                                   |